# Stasimopus insculptus
Stasimopus insculptus är en spindelart som beskrevs av Pocock 1901. Stasimopus insculptus ingår i släktet Stasimopus och familjen Ctenizidae. Utöver nominatformen finns också underarten S. i. peddiensis.